# Enrico Federico di Hohenlohe-Langenburg
Enrico Federico di Hohenlohe-Langenburg (Langenburg, 7 settembre 1625 – Langenburg, 2 giugno 1699) è stato conte di Hohenlohe-Langenburg dal 1628 alla propria morte.

## Biografia
Era il figlio minore di Filippo Ernesto di Hohenlohe-Neuenstein (1584-1628), conte di Hohenlohe-Langenburg e di sua moglie, Anna Maria di Solms-Sonnewalde (1585-1634).
Nel periodo del suo governo, fece costruire il campanile di Langenburg a proprie spese disponendovi quattro campane di buona fattura che ancora oggi sopravvivono. Ponendo l'interesse sulla religione, egli tentava di intensificare il proprio potere viste le devastazioni che il territorio aveva dovuto subire a causa della guerra dei trent'anni.

## Matrimonio e figli
Il 25 gennaio 1652 egli sposò Eleonora Maddalena di Hohenlohe-Weikersheim (1635-1657), figlia di suo zio Giorgio Federico di Hohenlohe-Neuenstein-Weikersheim (1569-1647), che morì nel 1657, ma dalla quale ebbe i seguenti eredi:
- Sofia Maria (nata e morta nel 1653)
- Filippo Alberto (nato e morto nel 1654)
- Maria Maddalena (nata e morta nel 1655)
- Ernesto Eberardo Federico (1656-1671)

Dopo la morte della prima moglie, Enrico Federico si risposò con la contessa Giuliana Dorotea di Castell (1640-1706), dalla quale ebbe i seguenti eredi:
- Alberto Volfango (1659-1715), sposò Sofia Amalia di Nassau-Saarbrucken (1666-1736)
- Cristina Giuliana (nata e morta nel 1661)
- Luigi Cristiano (1662-1663)
- Filippo Federico (1664-1666)
- Sofia Cristiana Dorotea (nata e morta nel 1666)
- Luisa Carlotta (1667-1747), sposò il conte Luigi Goffredo di Hohenlohe-Waldenburg (1668-1728)
- Cristiano Crato, conte di Hohenlohe-Ingelfingen (1668-1743), sposò Maria Caterina di Hohenlohe-Waldenburg (1680-1761)
- Eleonora Giuliana (1669-1730), sposò il conte Giovanni Ernesto di Hohenlohe-Öhringen (1670-1702)
- Maria Maddalena (1670-1671)
- Federico Eberardo (1672-1737), sposò in prime nozze nel 1701 Federica Albertina di Erbach-Fürstenau (1683-1709) ed alla morte di questa, nel 1709, si risposò con Augusta Sofia di Württemberg (1691-1743)
- Giovanna Sofia (1673-1743), sposò il conte Federico Cristiano di Schaumburg-Lippe (1655-1728)
- Cristiana Maria (1675-1718), monaca a Gandersheim
- Maurizio Luigi (1676-1679)
- Augusta Dorotea (1678-1740), sposò il conte Enrico XI di Reuss-Schleiz (1669-1726)
- Filippina Enrichetta (1679-1751), sposò il conte Luigi Crato di Nassau-Saarbrücken (1663-1713)
- Ernestina Elisabetta (1680-1721)

## Ascendenza
|                                                         |                                                   |                                                  | Genitori                                            |  |  | Nonni |  |  | Bisnonni                                           |  |  | Trisnonni                                                |  |
|                                                         |                                                   |                                                  |                                                     |  |  |       |  |  | 8. Ludwig Casimir, I conte di Hohenlohe-Neuenstein |  |  | 16. Georg I, I conte di Hohenlohe-Weikersheim-Waldenburg |  |
|                                                         |                                                   |                                                  |                                                     |  |  |       |  |  | 8. Ludwig Casimir, I conte di Hohenlohe-Neuenstein |  |  | 16. Georg I, I conte di Hohenlohe-Weikersheim-Waldenburg |  |
|                                                         |                                                   | 17. contessa Praxedis von Sulz                   |                                                     |  |  |       |  |  | 8. Ludwig Casimir, I conte di Hohenlohe-Neuenstein |  |  |                                                          |  |
| 4. Wolfgang II, II conte di Hohenlohe-Neuenstein        |                                                   |                                                  |                                                     |  |  |       |  |  | 8. Ludwig Casimir, I conte di Hohenlohe-Neuenstein |  |  |                                                          |  |
|                                                         |                                                   | 9. contessa Anna zu Solms-Laubach                | 18. Otto, I conte di Solms-Laubach                  |  |  |       |  |  |                                                    |  |  |                                                          |  |
|                                                         |                                                   | 9. contessa Anna zu Solms-Laubach                | 18. Otto, I conte di Solms-Laubach                  |  |  |       |  |  |                                                    |  |  |                                                          |  |
|                                                         |                                                   | 9. contessa Anna zu Solms-Laubach                | 19. duchessa Anna zu Mecklenburg-Schwerin           |  |  |       |  |  |                                                    |  |  |                                                          |  |
| 2. Philipp Ernst, I conte di Hohenlohe-Langenburg       |                                                   | 9. contessa Anna zu Solms-Laubach                |                                                     |  |  |       |  |  |                                                    |  |  |                                                          |  |
|                                                         |                                                   | 10. Wilhelm I, IX conte di Nassau-Dillenburg     | 20. Johann V, VIII conte di Nassau-Dillenburg       |  |  |       |  |  |                                                    |  |  |                                                          |  |
|                                                         |                                                   | 10. Wilhelm I, IX conte di Nassau-Dillenburg     | 20. Johann V, VIII conte di Nassau-Dillenburg       |  |  |       |  |  |                                                    |  |  |                                                          |  |
|                                                         |                                                   | 10. Wilhelm I, IX conte di Nassau-Dillenburg     | 21. langravia Elisabeth von Hessen                  |  |  |       |  |  |                                                    |  |  |                                                          |  |
| 5. contessa Magdalena von Nassau-Dillenburg             |                                                   | 10. Wilhelm I, IX conte di Nassau-Dillenburg     |                                                     |  |  |       |  |  |                                                    |  |  |                                                          |  |
|                                                         |                                                   | 11. contessa Juliana zu Stolberg-Wernigerode     | 22. Botho VIII, III conte di Stolberg-Wernigerode   |  |  |       |  |  |                                                    |  |  |                                                          |  |
|                                                         |                                                   | 11. contessa Juliana zu Stolberg-Wernigerode     | 22. Botho VIII, III conte di Stolberg-Wernigerode   |  |  |       |  |  |                                                    |  |  |                                                          |  |
|                                                         |                                                   | 11. contessa Juliana zu Stolberg-Wernigerode     | 23. contessa Anna von Eppstein-Königstein           |  |  |       |  |  |                                                    |  |  |                                                          |  |
| 1. Heinrich Friedrich, IV conte di Hohenlohe-Langenburg |                                                   | 11. contessa Juliana zu Stolberg-Wernigerode     |                                                     |  |  |       |  |  |                                                    |  |  |                                                          |  |
|                                                         | 12. Friedrich Magnus I, II conte di Solms-Laubach | 24. Otto, I conte di Solms-Laubach (= 18)        |                                                     |  |  |       |  |  |                                                    |  |  |                                                          |  |
|                                                         | 12. Friedrich Magnus I, II conte di Solms-Laubach | 24. Otto, I conte di Solms-Laubach (= 18)        |                                                     |  |  |       |  |  |                                                    |  |  |                                                          |  |
|                                                         | 12. Friedrich Magnus I, II conte di Solms-Laubach | 25. duchessa Anna zu Mecklenburg-Schwerin (= 19) |                                                     |  |  |       |  |  |                                                    |  |  |                                                          |  |
| 6. Otto, I conte di Solms-Sonnenwalde                   | 12. Friedrich Magnus I, II conte di Solms-Laubach |                                                  |                                                     |  |  |       |  |  |                                                    |  |  |                                                          |  |
|                                                         |                                                   | 13. contessa Agnes zu Wied                       | 26. Johann III, IV conte di Wied                    |  |  |       |  |  |                                                    |  |  |                                                          |  |
|                                                         |                                                   | 13. contessa Agnes zu Wied                       | 26. Johann III, IV conte di Wied                    |  |  |       |  |  |                                                    |  |  |                                                          |  |
|                                                         |                                                   | 13. contessa Agnes zu Wied                       | 27. contessa Elisabeth von Nassau-Dillenburg        |  |  |       |  |  |                                                    |  |  |                                                          |  |
| 2. contessa Anna Maria zu Solms-Sonnenwalde             |                                                   | 13. contessa Agnes zu Wied                       |                                                     |  |  |       |  |  |                                                    |  |  |                                                          |  |
|                                                         |                                                   | 14. Albrecht, VI conte di Nassau-Weilburg        | 28. Philipp III, V conte di Nassau-Weilburg         |  |  |       |  |  |                                                    |  |  |                                                          |  |
|                                                         |                                                   | 14. Albrecht, VI conte di Nassau-Weilburg        | 28. Philipp III, V conte di Nassau-Weilburg         |  |  |       |  |  |                                                    |  |  |                                                          |  |
|                                                         |                                                   | 14. Albrecht, VI conte di Nassau-Weilburg        | 29. contessa Anna von Mansfeld                      |  |  |       |  |  |                                                    |  |  |                                                          |  |
| 7. contessa Anna Amalia von Nassau-Weilburg             |                                                   | 14. Albrecht, VI conte di Nassau-Weilburg        |                                                     |  |  |       |  |  |                                                    |  |  |                                                          |  |
|                                                         |                                                   | 15. contessa Anna von Nassau-Dillenburg          | 30. Wilhelm I, IX conte di Nassau-Dillenburg (= 10) |  |  |       |  |  |                                                    |  |  |                                                          |  |
|                                                         |                                                   | 15. contessa Anna von Nassau-Dillenburg          | 30. Wilhelm I, IX conte di Nassau-Dillenburg (= 10) |  |  |       |  |  |                                                    |  |  |                                                          |  |
|                                                         |                                                   | 15. contessa Anna von Nassau-Dillenburg          | 31. contessa Juliana zu Stolberg-Wernigerode (= 11) |  |  |       |  |  |                                                    |  |  |                                                          |  |
|                                                         |                                                   | 15. contessa Anna von Nassau-Dillenburg          |                                                     |  |  |       |  |  |                                                    |  |  |                                                          |  |

| Controllo di autorità | VIAF (EN) 77055482 · ISNI (EN) 0000 0000 1066 3896 · CERL cnp00961986 · GND (DE) 115865497 |